# Olivia Culpo
Olivia Frances Culpo (Cranston, 8 de maio de 1992) é uma atriz e modelo dos Estados Unidos eleita Miss Universo 2012.
Ela foi a oitava americana a vencer este concurso, tendo sido precedida por Miriam Stevenson em 1954, Carol Morris em 1956, Linda Bement em 1960, Sylvia Hitchcock em 1967, Shawn Weatherly em 1980, Chelsi Smith em 1995 e Brook Mahealani Lee em 1997.

## Biografia
Olivia estudava no College of General Studies quando participou do Miss USA e já havia tocado violoncelo na Boston Symphony Orchestra.
Além disto, trabalhava como modelo desde os 16 anos, após uma estilista de nome Andrea Valentini, que era sua vizinha, postar fotos de divulgação em seu site. "Usei as fotos de Valentine no meu portfólio e o levei para uma agência em Nova York chamada Major Model Management e eles me deram conselhos sobre modelagem, mas depois decidi que iria para Boston, onde assinei contrato com a agência Maggie Inc.", revelou após ter sido eleita Miss Rhode Island.
Seus pais são Peter Culpo (descendente de italianos ) e Susan Curran Culpo (descendente de italianos e irlandeses) e ela tem quatro irmãos.
O site especializado Celebrity Net Worth estima que ela tenha uma fortuna de 7 milhões de dólares.
Em 2015 ela revelou durante uma entrevista que se pudesse escolher alguém para passar o dia, seria Abraham Lincoln. "Ele era incrível. Eu adoraria saber como era ser presidente naquela época e como ele dirigiu os Estados Unidos durante a Guerra Civil", disse.

## Participação em concursos de beleza

### Miss Rhode Island 2011
Em setembro de 2011 OIivia venceu o Miss Rhode Island, o primeiro concurso do qual participou. "Foi o meu primeiro concurso. Sou como qualquer outra pessoa que estabelece metas para si e tenta alcançá-las", disse para a imprensa depois da vitória.
Ela também revelou que seus pais "acharam uma péssima ideia" quando lhes perguntou sobre a possibilidade de participar do concurso e que para se preparar seguiu uma dieta sem carboidratos que exigia que ela se alimentasse a cada duas horas, além de fazer quatro dias de treinamento de resistência e três dias de exercícios aeróbicos por semana. "Eu tentei não enlouquecer equilibrando minha vida entre o trabalho e os estudos e quando sentia falta de comer carboidratos, mas era uma meta que eu havia estabelecido para mim", revelou também.

### Miss USA 2012
Olivia Culpo foi corada Miss USA 2012 no dia 3 de junho de 2012, aos 20 anos de idade.

### Polêmica
Dias depois de sua vitória, Sheena Monnin, Miss Pennsylvania, renunciou a seu título e acusou o concurso de "fraude". Monnin, meses depois, foi condenada por difamar o Miss USA e teve que pagar uma indenização de 5 milhões de dólares para a organização, então dirigida por Donald Trump.

### Miss Universo 2012
Olivia foi coroada Miss Universo 2012 em seu país, os Estados Unidos, no dia 19 de dezembro, ao derrotar outras 88 candidatas.

### Polêmica
Assim que eleita, Olívia foi bastante criticada por internautas do mundo todo, porque do Top 5 ela era a menos cotada a levar o título. "Ainda assim, apesar de ter se enrolado em sua resposta na prova derradeira - a respeito de algum arrependimento em sua vida - e de não ter usado o mais belo vestido da noite, Culpo impediu a Venezuela de empatar com os EUA em títulos", escreveu o portal Terra após sua vitória. No entanto, a própria venezuelana, Irene Esser, havia se saído mal ao se atrapalhar com a resposta em inglês (veja a resposta da Miss Venezuela em vídeo: youtube.com).
Memes surgiram pela internet mundial com o resultado e Olívia foi chamada de apelidos como "anã", já que ela seria uma das Misses Universo mais baixas das últimas décadas (o Celebrity Net Worth divulga sua altura como sendo de 1,65m). Em agosto de 2015 ela disse ao The Arcadia Online sobre o que em geral era divulgado e comentado na internet: "os agressores cibernéticos são os piores. Não vale a pena se preocupar com as pessoas que se escondem atrás do computador e são negativas em relação aos outros".

### Reinado
Durante seu reinado, como acontece com todas as Miss Universo, ela viveu num apartamento na Six Avenue, em Manhattan, na cidade de Nova York. "Sua agenda incluía chamadas para despertar às 4 horas da manhã, viagens internacionais regulares e servir como porta-voz da prevenção do HIV-AIDS", escreveu o Providence Journal em novembro de 2013. Para a mesma publicação ela disse sobre suas atividades: "você definitivamente aprende que seu conforto não é a prioridade".
Entre os países que ela visitou está a Índia, onde a polícia indiana abriu um processo contra ela por uma sessão de fotos não-autorizada no Taj Mahal.

## Vida após os concursos de beleza

### Vida pessoal
Depois de ter sido eleita Miss USA, ela anunciou que não voltaria a estudar.
Enquanto ainda era Miss Universo, em setembro de 2013 Olivia começou a aparecer em eventos ao lado do cantor Nick Jonas. O casal, que tinha se tornado bastante famoso na imprensa mundial, tendo aparecido em websites e revistas de celebridades como o TMZ, Caras e Pure People, terminou o relacionamento em meados de 2015. Num dos maiores e mais tradicionais sites de cobertura fotográfica do mundo, o Getty Images, há quase 500 fotos dos dois juntos (ver Ligações Externas, abaixo).
Uma semana antes de coroar sua sucessora ela revelou que tiraria um mês de férias em Edgewood, para relaxar com o namorado e a família. "Neste momento, estou tão exausta que digo que preciso ficar pelo menos um mês em casa", escreveu o Providence Journal em 2 de novembro de 2013.
Em julho de 2019 ela revelou em seu Instagram que tinha sofrido de depressão meses antes. "Eu não tinha apetite e estava bebendo demais. Fumava, não conseguia dormir e não conseguia comer", escreveu. No entanto, pouco após entregar sua coroa, ela havia dito ao The Arcadia Online que, apesar da pressão por estar sempre aparecendo na imprensa, ela não iria deixar que isto afetasse sua vida.
No final de 2019, a imprensa publicou que ela havia comprado uma mansão na Califórnia, avaliada em cerca de 3,5 milhões de dólares.
Depois de Nick, ela namorou os jogadores de futebol americano Tim Tebow (2015) e Danny Amendola (2016 a 2018), que a criticou abertamente nas redes sociais por seu estilo de vida "aquático" (talvez como "um peixe fora da água" ou uma "pessoa sem noção" no linguajar coloquial brasileiro) após o término da relação.
Em 2019, começou a namorar o jogador de futebol americano Christian McCaffrey.Christian e Olivia se casaram em 29 de junho de 2024, em Rhode Island e em março de 2025, Olivia anunciou sua primeira gravidez.

### Vida profissional

#### Carreira como empresária
Olívia é dona do restaurante The Back 40 em Rhode Island, administrado juntamente com sua família. Ela também lançou algumas coleções de roupas.

#### Carreira como modelo e influenciadora
Logo após coroar sua sucessora ela assinou contrato com a agência Trump Management e fez alguns trabalhos, inclusive para a marca L'Oreal.
Ela já foi considerada uma "it-girl" e seu estilo chamou atenção de revistas de moda e celebridades, como a Hola e a Caras. "É uma das 'it girls' mais perseguidas pelos fotógrafos de 'streetstyle' e prepara-se para lançar uma coleção de roupa. Apesar de ter uma estatura baixa quando se tem por referência o meio da moda (tem menos de 1,70 m), Culpo arranjou a fórmula perfeita para ‘reinar’ nesta indústria", escreveu a Caras Portugal em abril de 2018.
Fez inúmeras capas para revistas importantes, como a Harper's Bazaar, Cosmopolitan, Marie Claire, Sports Ilustrated, e Maxim (que a escolheu como a "mulher mais quente" em 2019), entre outras.
Com influenciadora digital, trabalhou para marcas como a Baileys US, Stella Artois, Bacardi e em 2019 fez fotos para uma marca de joias de Mônaco, a APM Monaco Official.

### Filmografia
Olivia também é atriz, tendo feito alguns filmes, porém sem grande relevância.
- Mulheres ao Ataque (2014), no papel de Raven-Haired Beauty
- American Satan (2017), no papel de Gretchen
- Sexy por Acidente (2018), no papel de Hope
- Contra-Ataque (2018), no papel de Christina
- No Balanço das Coisas (2020), no papel de Laura Jane
- Paradise City (série), no papel de Gretchen
- Venus as a Boy (de 2021), como Ruby Math
- Tired Lungs (2021), como Kate

Ela também participou do vídeoclipe Jealous, do seu então namorado Nick Jonas, e foi uma das apresentadoras do Billboard Music Awards: Style Guide em 2016.

## Curiosidades
- Olivia Culpo é a Miss Universo com a maior quantidade de fotos no website especializado Getty Images, com mais de 13.300 imagens divulgadas, superando em cerca de 10 vezes Pia Wurtzbach, a Miss Universo mais popular no Instagram, que tem 13,2 milhões de seguidores (Olivia tem 4,9 milhões).[35]
- Tim Tebow, namorado de Olívia em 2015, casou-se em janeiro de 2019 com a ex-Miss Universo Demi-Leigh Nel Peters.
- A música Jealous foi composta em sua homenagem.